# Pardosa vlijmi
Pardosa vlijmi là một loài nhện trong họ Lycosidae.
Loài này thuộc chi Pardosa. Pardosa vlijmi được den Hollander & Klaas-Douwe B miêu tả năm 1974. Dijkstra.